# Белотроицкий
Белотроицкий — посёлок в Лямбирском районе Мордовии в составе Протасовского сельского поселения.

## География
Находится на расстоянии примерно 18 км на северо-восток от города Саранск.

## История
Основан в 1923 году переселенцами из села Атемар

## Население
Постоянное население составляло 14 человек (русские 93 %) в 2002 году, 14 в 2010 году.